# 石城山志
《石城山志》，是南京的一部地方志。民国初年陈诒绂编纂，成于1917年。书中以顾云《盋山志》为张本，记载了石城山周围的事物，北至北城，南至新街口，东至干河沿，与其前者著《钟南淮北志》接壤。